# رجا شحاده
رجا شِحاده (به انگلیسی: Raja Shehadeh) وکیل، فعال حقوق بشر و نویسندهٔ فلسطینی است. وی زادهٔ یافا در اسرائیل و ساکن رام‌الله است.

## زندگی شخصی
رجا شحاده در سال ١٩۵١ در یک خانواده حقوق‌دان و در شهر بندریِ یافا واقع در اسراییل متولد شد. پدربزرگ او قاضی و پدرش نیز وکیل دادگستری و جزء اولین کسانی بود که خواهان راه‌حل سیاسی (راه‌کار دو دولت یهودی و عرب) دربارهٔ مسئله فلسطین بود.
رجا در انگلستان تحصیلات حقوق داشته است و هم‌اکنون ساکن و شاغل در رام‌الله واقع در کرانه باختری است.

## حرفهٔ ادبی و حقوقی
شحاده یک فعال حقوق بشر و بنیانگذار سازمان حقوق بشری "الحق" در فلسطین است.
او چندین جلد کتاب درباب حقوق بشر، حقوق بین‌الملل و خاورمیانه نگاشته است که مهمترین آن کتابی با عنوان (بیگانه ها در خانه) است که از طرف مجله اکونومیست با عبارت "متمایز و واقعاً چشم‌گیر" تحسین شده است. همچنین درسال ٢٠٠٨ به‌خاطرِ کتابِ (پیاده‌روی فلسطینی) نیز مفتخر به دریافت جایزه جرج اورول شده است.

رجا شحاده علاوه‌بر نویسندگی کتاب، در وب‌سایت های خبری و تحلیلی از جمله گاردین نیز قلم می‌زند.

## کتاب شناسی
- درجستجوی فلسطین ( این کتاب توسط یاسین قاسمی بجد در نشر روزگار به چاپ رسیده است)[۴]

- Going Home
- Where the Line is Drawn
- Shifting Sands
- Language of War, Language of Peace
- Occupation Diaries
- Strangers in the House
- Palestinian Walks [۵]

## از نوشته های شحاده
... آن روز صبح همراه برادرم سامر و همسرم پنی به آپارتمان مادرم رفتیم تا با آن خانه وداع و تخلیه‌اش کنیم. انتظار داشتم خانه‌ای سرد و خالی از زندگی باشد. خانۀ والدینم، خانۀ سال‌های میانی؛ سال‌های یک زندگیِ طبقۀ متوسطی که بس پرآشوب، پردردسر و مملو از تراژدی نیز بود. خانه‌ای که، چه در گذشتۀ دور و چه همین اواخر، ماجرا زیاد به خود دید و هر دوی والدینم توی تابوت‌هایشان از آنجا خارج شدند. قرار بر این بود که خانه را پس از تخلیه پس بدهیم، خانه‌ای که مادرم صاحبش نبود و من دیگر هرگز مجبور نخواهم بود که شاهدِ بیرون‌بردن جنازۀ کسی از آنجا باشم. اما برخلاف انتظار، خانه را آن‌قدرها هم خالی از زندگی نیافتیم. پدر و مادرم هنوز آنجا بودند، همان‌طور که بخشی از خودم آنجا بود، بیش‌ازآنچه انتظارش را داشتم... 
 رجا شحاده، "خانه مادر" وب‌سايت گرانتا (مترجم علی امیری)